# Jogos Nórdicos
Os Jogos nórdicos internacional foi o primeiro evento multi-desportivo que incidiu principalmente nos esportes de inverno, e foi realizada em diferentes intervalos entre 1901 e 1926. Foi organizado pela Suécia na Associação Central para a Promoção do Esporte, e mais especificamente por Viktor Balck, um membro desta associação e um dos cinco membros originais do Comité Olímpico Internacional. Foi, em muitos aspectos, um precursor do moderno para os Jogos Olímpicos de Inverno, cujo sucesso foi um fator contribuinte (juntamente com a turbulência económica e social após a I Guerra Mundial) para os países nórdicos, jogos de suspensão na década de 1920.

## História
Embora nominalmente internacional, os Jogos nórdicos suecos foram principalmente um fenômeno, e a maioria dos concorrentes eram provenientes da Suécia. Dos oito jogos nórdicos que tiveram lugar, apenas um estava hospedado fora da Suécia. A Associação Sueca Turismo foi significativamente envolvida no início dos jogos, na esperança de que eles iriam chamar atenção e turismo para a Suécia.
Balck Depois da morte, em 1928, grande parte da força motriz da organização do evento desapareceu. Os países nos Jogos nórdicos  programados para 1930 foi cancelado devido à falta de neve, e os jogos programados para 1934 vacilou e nunca foi realizada devido à Grande Depressão. O evento foi tentativamente programada para ser reiniciado em 1942, mas a II Guerra Mundial interveio, e os Jogos nórdicos nunca aconteceram.

## Lista dos Jogos nórdicos
- 1901 - Estocolmo, Suécia
- 1903 - Oslo (Kristiania), Noruega (Reino da Suécia e Noruega)
- 1905 - Estocolmo, Suécia
- 1909 - Estocolmo, Suécia
- 1913 - Estocolmo, Suécia
- 1917 - Estocolmo, Suécia
- 1922 - Estocolmo, Suécia
- 1926 - Estocolmo, Suécia

1. 1 2  SCIF: "Nordiska spelen" (in Swedish), retrieved February 1, 2015